# Burg Buchenbach
Die Burg Buchenbach, auch Schloss Buchenbach, Oberes Schloss und Steinhaus genannt, ist eine Hangburg auf 308 m ü. NHN  über dem Dorf Buchenbach der Gemeinde Mulfingen im Hohenlohekreis in Baden-Württemberg.

## Geographische Lage
Die Burg steht auf einem stumpfen und nur wenig verflachten Ostvorsprung des unteren Hangs im Übergang aus der Klinge des Buchenbachs ins Tal der Jagst. Der Bach durchläuft zu Füßen der Burg das Dorf, er mündet etwa 200 Meter weiter abwärts und ungefähr 35 Meter unter ihr von links in den Fluss, über den hier eine Straßenbrücke auf seine talaufwärts wegsamere rechte Aue führt. Etwa 200 Meter südöstlich der Burg steht die Kirche des kleinen Ortes etwas tiefer am Gegenhang der unteren Buchenbachklinge, durch welche eine Straßensteige hoch auf die Hohenloher Ebene zieht.

## Geschichte
Die Burg wurde im 11. Jahrhundert von der seit 1098 genannten Familie von Buchenbach, die vermutlich stammesgleich mit den Herren von Stetten zu sehen ist, erbaut. Urkundlich nachweisbar ist die Stammesverwandtschaft zu den Herren von Uffenheim. 1340 wird die Burg in einer Verkaufsurkunde von Gernot von Stetten an die Herren von Bächlingen erwähnt. Nach einer Inschrift von 1356 wurde die Burg von Rüdiger von Bächlingen mit ihrem eingebauten Bergfried erbaut und im 15. Jahrhundert zu ihrer heutigen Form verändert. Rezzo, der letzte von Bächlingen, übergab seinen Anteil 1403 gegen eine Leibrente an die Hohenlohe, die Buchenbach aber bereits 1418 an Zürch von Stetten verkauften. 1974 wurde die Burg von Sigurd Freiherr von Stetten an Johannes Freiherr Treusch von Buttlar-Brandenfels verkauft, der die Burganlage aufwendig restaurierte und sie 1981 an den Stuttgarter Kaufmann Klaus Utz veräußerte.

## Beschreibung
Die rechteckige  Turmburg von 14 Metern Höhe auf einer Grundfläche von 13 mal 20 Metern mit einer Mauerstärke von etwa einem Meter ist viergeschossig. Der Aufsatz des weithin sichtbaren Fachwerkgiebels mit weitem Blick in das Jagsttal und der kleinere quadratische, rund sieben Meter hohe Eckturm in der Nordwestecke des Wohnturms stammen aus dem 15. Jahrhundert.